# Comida rápida

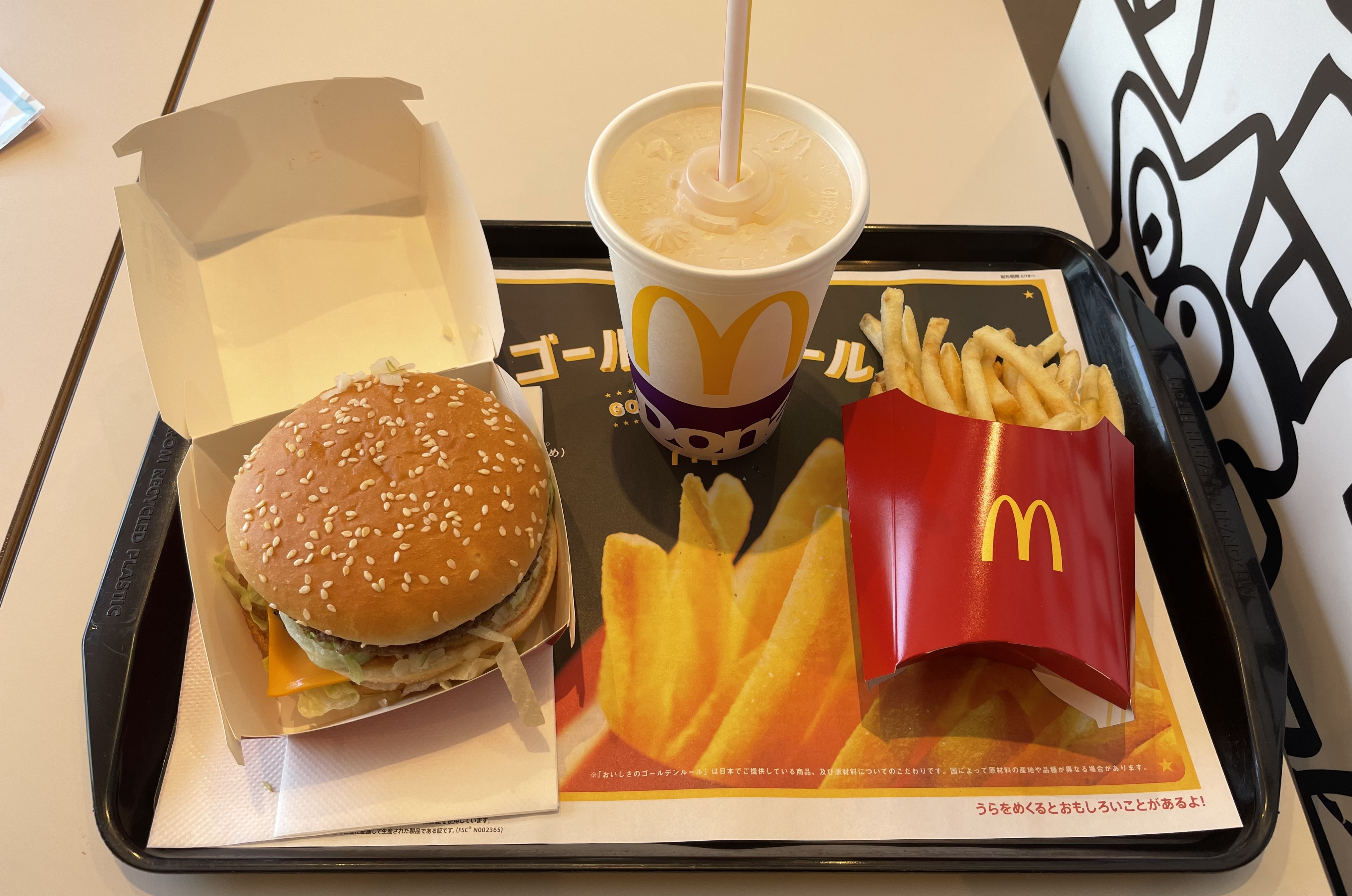
Un menú de McDonald's, uno de los restaurantes de comida rápida más famosos en todo el mundo.

El concepto de comida rápida es un estilo de alimentación donde el alimento se prepara y sirve para consumir rápidamente en establecimientos especializados (generalmente callejeros o a pie de calle).
Aunque ya desde la antigua Roma se servían en puestos callejeros panes planos con olivas o el faláfel en Oriente Medio, no es hasta el año 1912 cuando se abre el primer automat, un local que ofrecía comida detrás de una ventana de vidrio y una ranura para pagar.
Una de las características más importantes de la comida rápida es la homogeneidad de los establecimientos donde se sirve, así como la ausencia de camareros que sirvan en mesa, y el hecho de que la comida se sirva sin cubiertos.
Los restaurantes de comida rápida se distinguen tradicionalmente por el drive-through. Los puntos de venta pueden ser puestos o quioscos, que pueden no proporcionar refugio o asientos, o restaurantes de comida rápida (también conocidos como restaurantes de servicio rápido).  Las operaciones de franquicia que forman parte de cadenas de restaurantes tienen alimentos estandarizados enviados a cada restaurante desde ubicaciones centrales.
Muchas comidas rápidas suelen tener un alto contenido en grasas saturadas, azúcar, sal y calorías. El consumo de comida rápida se ha relacionado con un mayor riesgo de enfermedad cardiovascular, cáncer colorrectal, obesidad, colesterol alto, condiciones de resistencia a la insulina y depresión.   Estas correlaciones siguen siendo fuertes incluso cuando se controlan las variables de estilo de vida de confusión, lo que sugiere una fuerte asociación entre el consumo de comida rápida y un mayor riesgo de enfermedad y mortalidad temprana.

## Historia
Ya en la antigua Roma se servían en puestos callejeros panes planos con olivas o el faláfel en Oriente Medio. En la India se acostumbra desde muy antiguo a servir comida callejera, algunas pueden ser las pakoras, el Vada pav, el Papri Chaat, el Bhelpuri, el Panipuri y el Dahi Vada.
En 1912, se abre el primer automat en Nueva York, un local que ofrecía comida detrás de una ventana de vidrio y una ranura para pagar con monedas. El sistema ya existía antes en Berlín y en algunas ciudades de Estados Unidos como Filadelfia. La firma popularizó la comida para llevar bajo el lema: «menos trabajo para mamá».
Con la llegada de los populares drive-through en los años 1940 en Estados Unidos, periodo en el que se hace muy popular servir comidas sin necesidad de salir de un coche, el concepto «comida rápida» se instala en la vida de Occidente. Las comidas se sirven a pie de calle o en algunos países se ofrecen en locales comunes denominados food courts. La hamburguesa se hace muy popular en la cocina estadounidense (véase: Historia de la hamburguesa).
El concepto de comida rápida apareció en Europa durante las guerras napoleónicas, cuando en el siglo XIX los mercenarios cosacos del Ejército Imperial Ruso en Francia solicitaban en los restaurantes que se les sirvieran lo antes posible, mencionando repetidas veces el vocablo «bistró» (en ruso: bystro = ‘rápido’). Los restaurantes franceses Bistro quedaron con esta denominación a partir de entonces.
A mediados del siglo XX un empresario de la alimentación en Estados Unidos llamado Gerry Thomas comercializa por primera vez lo que se denomina plato precocinado (TV dinner). Con este invento, una persona sin mayores esfuerzos se encuentra en pocos minutos con un plato preparado en casa. Se hizo muy popular en los establecimiento de conveniencia y por esta razón se le conoce también al alimento preparado como 'alimento de conveniencia'. A finales de los años 1990 empiezan a aparecer movimientos en contra de la comida rápida y denuncian algunos aspectos acerca de la poca información, el alto contenido de grasas, azúcares y calorías de algunos de sus alimentos (aparece acuñado el término comida basura o comida chatarra).
A comienzos del siglo XXI surgen ciertas corrientes contrarias a la comida rápida, como el movimiento slow food nacido en el año 1984 (promovido por José Bové), que tiene por finalidad luchar contra los hábitos que introducen la comida rápida en nuestras vidas. Aparecen documentales en los medios denunciando la situación, como la película-documental más relacionada con la hamburguesa Super Size Me, dirigida y protagonizada por Morgan Spurlock (2004), en la que decide alimentarse únicamente de comida de los restaurantes McDonald's durante un mes entero. La presión social aumenta y algunas cadenas de restaurantes de comida rápida como McDonald's anuncian en marzo de 2006 que incluirán información nutricional en el empaquetamiento de todos sus productos.

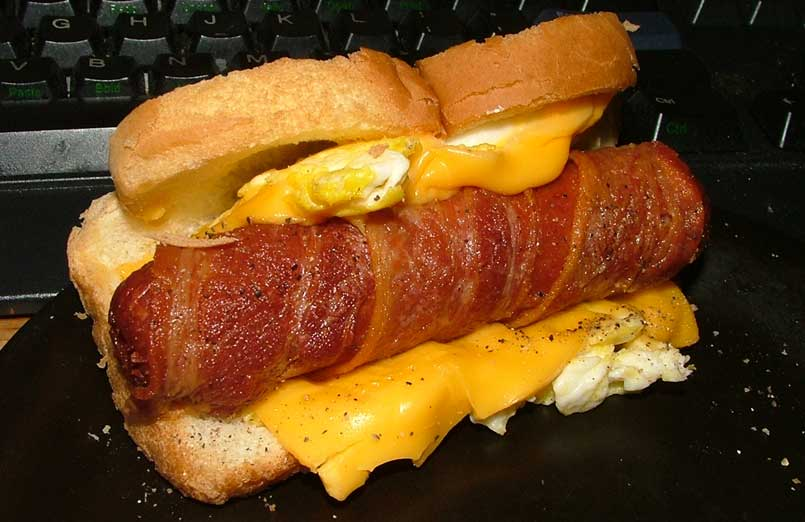
El perrito caliente, habitual en diferentes partes del mundo

### El Viejo Mundo preindustrial
En las ciudades de la Antigüedad romana, gran parte de la población urbana que vivía en insulae, bloques de apartamentos de varios pisos, dependía de los vendedores de alimentos para muchas de sus comidas; el propio Foro servía de mercado donde los romanos podían comprar productos de panadería y embutidos.  Por las mañanas, se comía pan mojado en vino como tentempié rápido y verduras cocidas y guisos más tarde en popina, un tipo sencillo de establecimiento para comer.  En Asia, los chinos del siglo XII comían masa frita, sopas y bollos rellenos, todo lo cual sigue existiendo como tentempié contemporáneo. Sus contemporáneos bagdadíes complementaban las comidas caseras con legumbres procesadas, almidones comprados e incluso carnes listas para comer. Durante la Edad Media, las grandes ciudades y los grandes núcleos urbanos como Londres y París contaban con numerosos vendedores que ofrecían platos como tartas, pasties, tartas de crema, gofres, barquillos, tortitas y carnes cocinadas. Al igual que en las ciudades romanas de la Antigüedad, muchos de estos establecimientos atendían a quienes no disponían de medios para cocinar su propia comida, sobre todo las familias monoparentales. A diferencia de los habitantes de las ciudades más ricas, muchos no podían permitirse una vivienda con cocina, por lo que recurrían a la comida rápida. Los viajeros, como los peregrinos que se dirigían a un sitio sagrado, se contaban entre los clientes.

## Características

### Locales y restaurantes

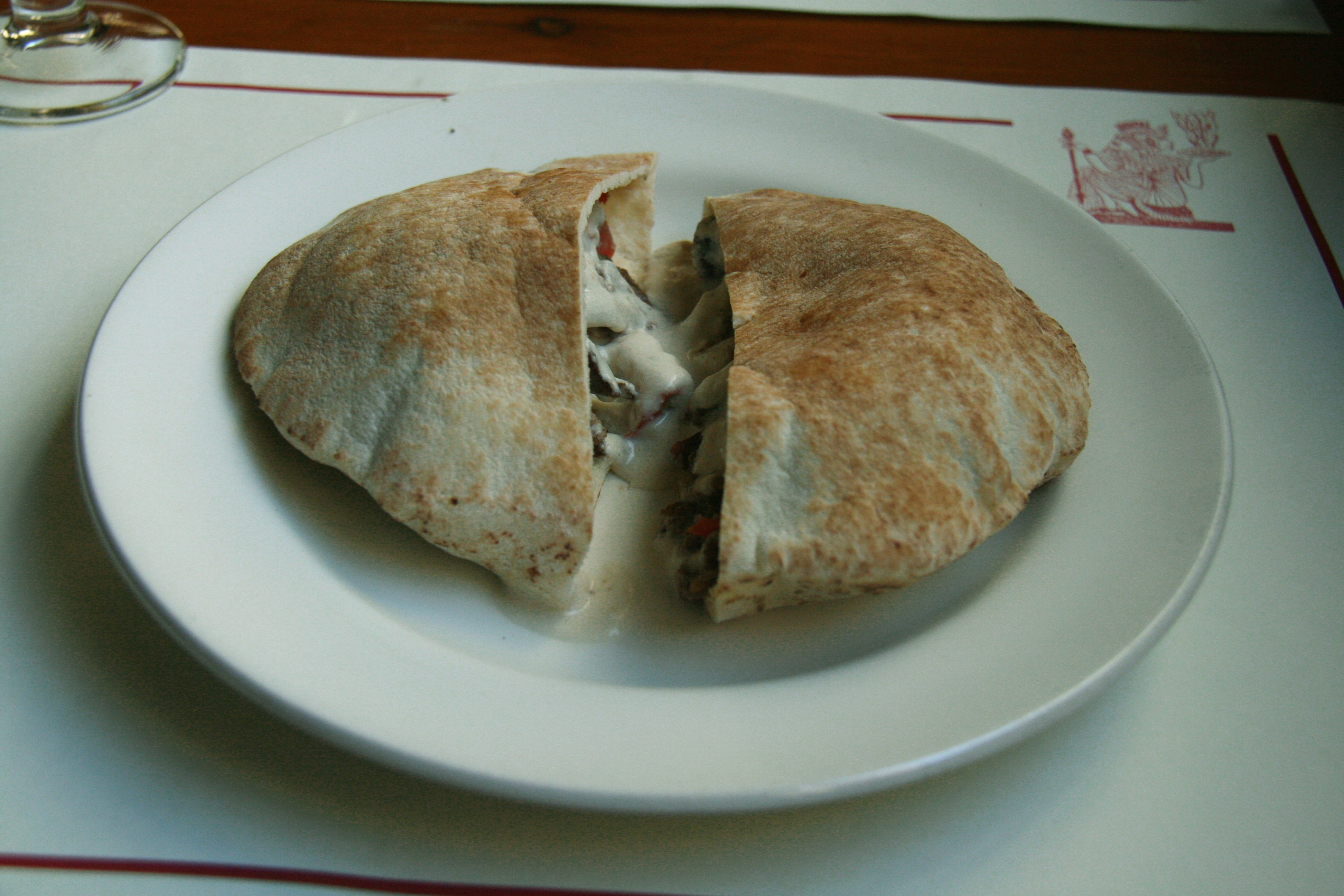
En Europa los Döner kebap son ejemplo de comida rápida

Una de las características más importantes de la comida rápida es que puede consumirse sin el empleo de cubiertos, como, por ejemplo, pizzas, hamburguesas, pollo frito, tacos, sándwiches, patatas fritas, aros de cebolla, etc. Esta característica permite diferentes tipos de servicio: consumo en local, recogida en local y consumo en la calle o a domicilio, entrega domiciliaria.
También es característico que en la mayoría de los establecimientos de comida rápida no hay camareros ni servicio de mesa —aunque sí suele haber personal encargado de recoger y limpiar las mesas, preparándolas para los nuevos comensales—, y las personas deben hacer fila para encargar y pagar su comida, que es entregada al instante o tras un breve lapso, para que posteriormente pueda ir a disfrutarla, sentado en el local o en otro lugar. El que no haya servicio de mesa propiamente dicho hace que sea frecuente que los establecimientos «inviten» a los clientes a recoger la comida depositando los restos en cubos de basura y el utillaje (a menudo solamente la bandeja) en un lugar dispuesto a tal efecto.
Suele haber además una ventanilla en donde puede pedirse y recogerse la comida desde el automóvil (drive-in) para comerla en el mismo auto, en casa o en algún otro lugar.

## Comidas
La comida rápida se hace a menudo con los ingredientes formulados para alcanzar un cierto sabor o consistencia y para preservar frescura. El procesamiento de los alimentos procesados es el conjunto de etapas y métodos para realizar alimentos más agradables y comestibles, o para poder reservarlo para el consumo posterior, entonces los alimentos se han modificado y procesado a lo largo de la vida. Esto requiere un alto grado de ingeniería del alimento, el uso de añadidos y las técnicas de proceso que alteran substancialmente el alimento de su forma original y reducen su valor alimenticio. Esto hace que sea habitualmente calificada de comida basura o comida chatarra.

### Ejemplos de comida rápida
- Tapas
- Poutine
- Hash browns
- Sopaipillas
- Bollo preñao
- Gyros
- Poke
- Pakora
- Snacks
- Churros
- Batido
- Helado

#### Sajona
- Hamburguesa (burger), hamburguesa con queso (cheeseburger)
- Perrito caliente (hot dog) o «pancho» o «jocho»
- Sándwich, club sandwich, sándwich Reuben, pollo frito
- Papas fritas inglesas o papas fritas de bolsa o patatas fritas inglesas o patatas fritas de bolsa
- Papas fritas o patatas fritas
- Fish and chips
- Currywurst

#### Andina
- Chorrillana
- Arroz chaufa
- Completo
- Anticucho
- Salchipapa
- Sopaipa
- Pollo a la brasa

#### Asiática
- Fideos chinos (Miàn)
- Ramen
- Takoyaki
- Yakisoba
- Yakitori

#### Sudamericana
- Choripán
- Chivito
- Milanesa
- Empanada
- Bizcochos
- Facturas
- Sándwich de miga
- Tortas fritas
- Tostado

#### Brasileña
- Coxinha
- Bauru (sándwich)

#### Caribeña
- Salchipapa
- Patacón
- Arepas
- Bocadillos
- Tequeños
- Empanadas

#### Italiana
- Pizza
- Fainá
- Figaza
- Pasqualina

#### Norteamericana y centroamericana
- Burritos
- Wrap
- Taco
- Fajita
- Quesadillas
- Empanada
- Pupusas
- Salchipapa
- Crepas
- shucos

#### Árabe
- Döner kebap
- Dürüm
- Shawarma
- Lahmacun
- Faláfel